# Episodi di Anna e i cinque (seconda stagione)
La seconda stagione della serie televisiva Anna e i cinque è stata trasmessa su Canale 5 dal 7 settembre al 5 ottobre 2011.
| nº | Episodio                  | Prima TV Italia   | Telespettatori | Share  |
| -- | ------------------------- | ----------------- | -------------- | ------ |
| 1  | Una nuova vita            | 7 settembre 2011  | 3.863.000      | 18,09% |
| 2  | Poveri noi                | 14 settembre 2011 | 3.936.000      | 15,88% |
| 3  | Se amore vuol dir gelosia | 20 settembre 2011 | 4.205.000      | 16,84% |
| 4  | Voglio Anna               | 21 settembre 2011 | 3.859.000      | 15,16% |
| 5  | Dolcetto o scherzetto     | 28 settembre 2011 | 4.159.000      | 16,07% |
| 6  | La trappola               | 5 ottobre 2011    | 4.500.000      | 17,79% |

## Una nuova vita
- Regia: Franco Amurri
- Ascolto: 3.863.000 telespettatori - 18,09%[1]

### Trama
Archiviata la sua “doppia vita”, Anna (Sabrina Ferilli) si trasferisce da Milano a Roma. Infatti, da una telefonata di suor Maddalena (Lydia Biondi), Anna ha saputo che sua madre Wilma (Luisa De Santis), dalla quale era stata abbandonata bambina in un orfanotrofio, e che tutti credevano morta, è in un ospedale romano gravemente malata. Per non destare preoccupazioni, Anna, che da sempre sogna di fare l'attrice, racconta a Ferdinando (Pierre Cosso) e ai ragazzi di essere stata scritturata per un film. Ferdinando, intanto, per cercare di fuggire dal fantasma della moglie prematuramente scomparsa, e per riuscire a restare accanto ad Anna, che è anche l'efficientissima tata dei suoi cinque figli, decide seduta stante di trasferirsi nella Capitale con tutta la famiglia, incluso l'anziano ma baldanzoso padre-patriarca Nicola Ferrari (Riccardo Garrone) e la sua fidata servitù. Così, da Milano alla Capitale, la famiglia Ferrari cambia città! E in una splendida villa sul Lungotevere ricomincia la vita dei Ferrari e di Anna che, intanto, è stata realmente scritturata quale attrice nella soap opera “Sangue Blu“. Tutto sembra procedere per il meglio, fin quando giunge a Roma Beatrice (Magdalena Grochowska), sorella della defunta moglie di Ferdinando, decisa sin dall'inizio a prenderne il suo posto, soprattutto nel cuore del bell'imprenditore. E anche i ragazzi, che sono ancora ignari della relazione tra Anna e Ferdinando, si schierano a favore della zia. Questo crea in Anna una forte sensazione di disagio, soprattutto quando Ferdinando convoca una riunione di famiglia per comunicare ai figli la sua intenzione di sposare Anna ma questi credono invece che il padre voglia sposare Beatrice. Nel mentre, la Ferrari Trade, l'azienda fondata da Nicola, è sull'orlo del fallimento a causa del banchiere Achille Gasperi (Massimo De Rossi). Anna, invece, credendo che Beatrice sia la giusta figura materna per i ragazzi, decide di prendere le distanze da loro. La piccola Lucia (Karen Ciaurro), però, non prende bene la cosa e scappa di casa lasciando un biglietto.

## Poveri noi
- Regia: Franco Amurri
- Ascolto: 3.936.000 telespettatori - 15,88%[2]

### Trama
Anna e i ragazzi cercano Lucia, che è scappata di casa. Finalmente il nonno e Anna capiscono che si è nascosta in soffitta. La domestica, riordinando la stanza di Beatrice, fa cadere dei documenti e chiede ad Anna di aiutarla a riordinarli. Anna scopre così che Beatrice è rovinata e vuole farsi sposare da Ferdinando. Ne parla con Ferdinando e poi l'affronta. Beatrice se ne va e Anna racconta ai ragazzi che è dovuta partire d'urgenza. Ferdinando va a cena con Anna al ristorante e qui gli vengono rifiutate tutte le carte di credito. Una consulente finanziaria presente alla scena, paga il conto di Ferdinando e gli lascia il suo biglietto da visita dicendogli di chiamarla per qualsiasi tipo di aiuto. Anna continua a lavorare sul set della soap e nel tempo libero va a trovare la madre in ospedale. L'autista di Ferdinando continua a spiarlo e a riferire al suo mandante. In casa Ferrari, per far fronte ai debiti, si comincia a vendere tutto il possibile. La mamma di Anna si riprende ma non vuole vedere Anna e la caccia via.  I ragazzi cominciano a frequentare la scuola pubblica con un po' di problemi di inserimento. Capiscono la situazione in cui si trova il loro padre e cercano di aiutarlo come possono. Carolina va a lavorare presso il maneggio che frequentava come cliente. Ferdinando, a seguito di qualche bugia da parte di Anna, comincia ad essere geloso e crede abbia una relazione con l'attore della soap. Carolina scappa di casa per raggiungere il suo ragazzo in Senegal ma Anna la segue e la convince a tornare a casa. La ragazza acconsente ma uscendo dall'aeroporto viene investita da un'auto.

## Se amore vuol dir gelosia
- Regia: Franco Amurri
- Ascolto: 4.205.000 telespettatori - 16,84%[3]

### Trama
Fortunatamente l'incidente occorso a Carolina non è stato grave e la ragazza viene dimessa presto dall'ospedale. Anna procura a sua madre, Wilma, un alloggio in cui vivere. Durante la registrazione di una scena della soap, Anna viene strattonata dall'attore e nella lotta le cade il cellulare rompendosi. L'attore dispiaciuto dell'accaduto fa recapitare a casa di Anna un nuovo cellulare, accompagnandolo con un biglietto. Ferdinando ormai roso dalla gelosia sottrae il biglietto e si convince che Anna e il suo collega siano amanti. Giovanna deve affrontare dei piccoli problemi di crescita e ne parla solo con Giacomo che per aiutarla crea un grosso malinteso con l'insegnante e il preside. Un giorno Anna, mentre si reca a casa dalla madre, viene seguita da Ferdinando il quale scambiato per un malvivente dalla polizia viene portato in commissariato. Un giorno Filippo (Alberto Galetti), dopo l'ennesimo battibecco col leader della
sua scuola Ivan (Simone Borrelli), torna a casa col naso sanguinanate e Ferdinando lo punisce vendendo il suo pianoforte. Anna accetta, all'insaputa di Ferdinando, un lavoro nei panni di "Nina Monamour" per potergli comprare un piano nuovo. Ferdinando la segue e litiga con Anna. In un momento di rabbia scrive la lettera di licenziamento per Anna ma non gliela consegna. Per un disguido la lettera arriva nelle mani di Anna che decide di non sposare più Ferdinando.

## Voglio Anna
- Regia: Franco Amurri
- Ascolto: 3.859.000 telespettatori - 15,16%[4]

### Trama
Anna si chiude nella stanza dopo aver trovato la lettera scritta da Ferdinando. Quest’ultimo sentitosi in colpa per la lettera ne parla ai ragazzi e mentre spiega a loro la verità Anna arriva e sente tutto accettando di nuovo la proposta di matrimonio. Tutta la famiglia, compresa la madre ritrovata di Anna, si adopera per realizzare un matrimonio da favola nonostante le condizioni ancora difficili in cui versa la famiglia Ferrari.
Sarà una nuova socia, ossessionata da Ferdinando, che risolleverá le sorti dell'azienda. Tuttavia quando scopre che Ferdinando ha sposato Anna promette a se stessa di distruggerlo perche non ama lei.

## Dolcetto o scherzetto?
- Regia: Franco Amurri
- Ascolto: 4.159.000 telespettatori - 16,07%[5]

### Trama
Anna scopre che Wilma non è la sua vera madre tramite delle analisi del sangue.
La nuova socia di Ferdinando, Benedetta, ha incaricato l'autista Oliviero (che prima captava informazioni dalla famiglia Ferrari per rendere possibile il piano della donna e del padre di riciclare denaro sporco tramite la Ferrari trade) per avere informazioni su tutte le possibili discussioni che si creano tra Anna e Ferdinando e poter avere così l'occasione di separare definitivamente la neo-coppia.
Anna e Ferdinando attraversano una crisi matrimoniale a pochi giorni dal loro matrimonio dovuta ad un episodio venutosi a creare durante una festa organizzata dalla nuova socia di Ferdinando durante la quale comunica a tutti i personaggi dell'alto rango che la nuova moglie di Ferdinando Ferrari era una spogliarellista.
Il piano della donna riesce e Ferdinando va a dormire in hotel.
Dopo qualche giorno Anna lo raggiunge per chiedergli scusa ma la nuova socia ha organizzato una trappola e bacia Ferdinando, contro la sua volontà, solo per farsi vedere da Anna che delusa scappa via.

## La trappola
- Regia: Franco Amurri
- Ascolto: 4.500.000 telespettatori - 17,79%[6]